# Miroslav Lobantsev
Miroslav Aleksandrovitsj Lobantsev (Russisch: Мирослав Александрович Лобанцев; Moskou, 27 mei 1995) is een Russisch voetballer die speelt als doelman. In juli 2024 verruilde hij FK Jeńis voor FK Qyzyl-Jar.

## Clubcarrière
Lobantsev werd in het begin opgeleid door Spartak Moskou, maar het was stadsgenoot Lokomotiv Moskou dat de doelman in 2004 overnam. Aldaar maakte hij de jeugdopleiding af en na acht jaar werd de jongeling opgenomen in het eerste elftal van de Russische club. Op 20 juli 2012 mocht Lobantsev van coach Slaven Bilić zijn debuut maken. Op die dag werd er in het uitduel met Mordovia Saransk met 2–3 gewonnen. Ook de twee duels na die wedstrijd mocht hij onder de lat staan; tegen Krylja Sovetov Samara (2–0 winst) en FK Krasnodar (3–1 nederlaag) maakte Lobantsev tevens negentig minuten vol. Hierna kwam hij lang niet in actie.
Het seizoen 2015/16 bracht Lobantsev op huurbasis door bij Krylja Sovetov Samara. Bij Krylia kwam hij in één competitieduel in actie en in de zomer van 2016 keerde hij terug in Moskou. In de zomer van 2018 maakte Lobantsev transfervrij de overstap naar Rotor Volgograd, waar hij voor één jaar tekende. In februari 2020 tekende hij een contract tot het einde van het kalenderjaar bij het Kazachse FK Qyzyl-Jar. Deze werd verlengd tot eind 2021 en later eind 2022. Na afloop van dit contract werd hij transfervrij aangetrokken door Aqtöbe. Een jaar later nam competitiegenoot FK Elimai hem over, waarna hij in 2024 voor FK Jeńis ging spelen en een jaar later keerde hij terug naar FK Qyzyl-Jar.

## Clubstatistieken
| Seizoen | Club                    | Competitie     | Competitie | Competitie | Beker | Beker | Internationaal | Internationaal | Totaal | Totaal |
| Seizoen | Club                    | Competitie     | Wed.       | Dlp.       | Wed.  | Dlp.  | Wed.           | Dlp.           | Wed.   | Dlp.   |
| ------- | ----------------------- | -------------- | ---------- | ---------- | ----- | ----- | -------------- | -------------- | ------ | ------ |
| 2012/13 | Lokomotiv Moskou        | Premjer-Liga   | 3          | 0          | 1     | 0     | —              | —              | 4      | 0      |
| 2013/14 | Lokomotiv Moskou        | Premjer-Liga   | 0          | 0          | 0     | 0     | —              | —              | 0      | 0      |
| 2014/15 | Lokomotiv Moskou        | Premjer-Liga   | 0          | 0          | 0     | 0     | —              | —              | 0      | 0      |
| 2015/16 | → Krylja Sovetov Samara | Premjer-Liga   | 1          | 0          | 1     | 0     | —              | —              | 2      | 0      |
| 2016/17 | Lokomotiv Moskou        | Premjer-Liga   | 0          | 0          | 0     | 0     | —              | —              | 0      | 0      |
| 2017/18 | Lokomotiv Moskou        | Premjer-Liga   | 0          | 0          | 0     | 0     | —              | —              | 0      | 0      |
| 2018/19 | Rotor Volgograd         | FNL            | 24         | 0          | 0     | 0     | —              | —              | 24     | 0      |
| 2019/20 | Rotor Volgograd         | FNL            | 4          | 0          | 1     | 0     | —              | —              | 5      | 0      |
| 2020    | FK Qyzyl-Jar            | Premyer Lïgası | 19         | 0          | 0     | 0     | —              | —              | 19     | 0      |
| 2021    | FK Qyzyl-Jar            | Premyer Lïgası | 25         | 0          | 5     | 0     | —              | —              | 30     | 0      |
| 2022    | FK Qyzyl-Jar            | Premyer Lïgası | 25         | 0          | 1     | 0     | 4              | 0              | 30     | 0      |
| 2023    | Aqtöbe                  | Premyer Lïgası | 2          | 0          | 2     | 0     | 0              | 0              | 4      | 0      |
| 2024    | FK Elimai               | Premyer Lïgası | 6          | 0          | 2     | 0     | 0              | 0              | 8      | 0      |
| 2024    | FK Jeńis                | Premyer Lïgası | 4          | 0          | 0     | 0     | —              | —              | 4      | 0      |
| 2025    | FK Qyzyl-Jar            | Premyer Lïgası | 0          | 0          | 0     | 0     | —              | —              | 0      | 0      |
| Totaal  | Totaal                  | Totaal         | 113        | 0          | 13    | 0     | 4              | 0              | 130    | 0      |

Bijgewerkt op 16 januari 2025.